# 漢口道 (香港)

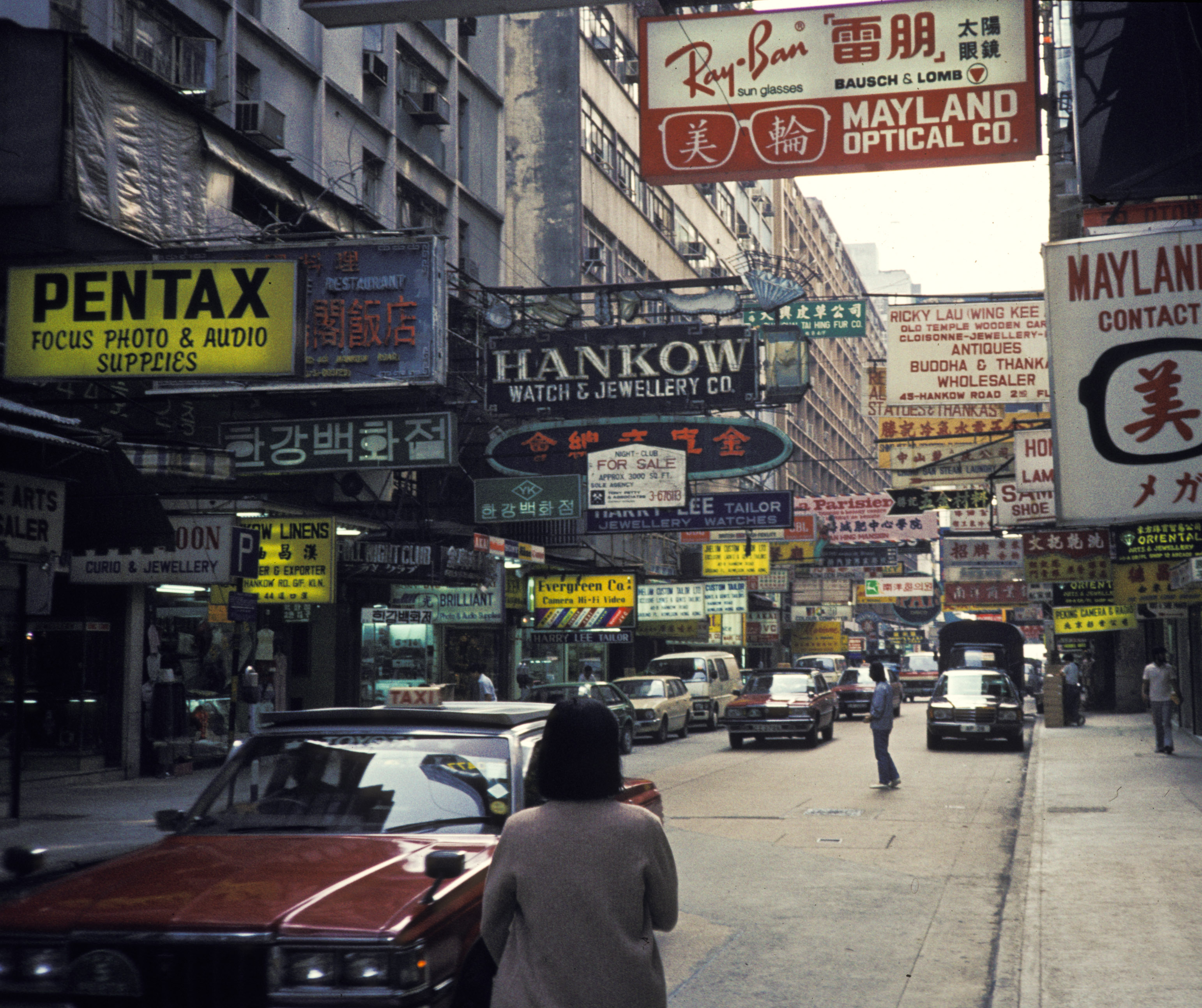
1982年的漢口道

漢口道（英語：Hankow Road）是位於香港九龍尖沙咀的一條街道，街道呈南北走向（北行），南起自梳士巴利道，北止於海防道，街道全長約350米。

## 歷史
漢口道原名為花園道，不論其中英文的名稱均與位於香港島中環的一條相同。同名的原因是因為香港政府在發展尖沙咀初期，為鼓勵商人在此投資及建房子，故此在區內廣植樹木，更在附近興建公園，公園旁邊的街道則命名為花園道。
然而，在該街道初命名時，由於香港島與九龍間的來往並不頻繁，街道重名並不構成嚴重問題。唯郵寄時必定寫明是香港島與九龍，以免誤寄。然而隨著天星小輪的啟用以及社會發展，街道重名所帶來的問題便日趨嚴重。政府有見及此，便於1909年把九龍一些街道的名稱重新命名，其中花園道改稱為漢口道、以表示位於中國湖北省武漢市的漢口與香港有貿易往來。
2022年起，街道旁部分舊樓陸續被財團收購，擬重建為甲級商廈。包括樂風集團和新世界發展。

## 重建項目
- 漢口道31至37號，地盤面積約9650方呎，可建總樓面約115800方呎樂風集團BentallGreenOak及施羅德資本
- 漢口道43至49A號漢口大廈，地盤面積11565平方呎，強拍底價21.34億元新世界發展

## 鄰近
- 宜昌街
- 北京道
- 中間道
- 半島酒店
- 九龍酒店
- 亞太中心南
- 九龍公園

## 外部連結
- 漢口道地圖 （页面存档备份，存于）